# Oplysningsforbund
Et oplysningsforbund er en organisation, der administrerer og koordinerer folkeoplysende virksomhed, f.eks. kurser, foredrag, møder og arrangementer. Deres område er 
aftenskolevirksomhed.

## Eksempler på oplysningsforbund
- AOF Arbejdernes Oplysningsforbund
- DHO Døve og Hørehæmedes Oplysningsforbund
- DOF Dansk Oplysnings Forbund
- FO Frit Oplysningsforbund
- FOF Folkeligt Oplysningsforbund
- HOF Hovedstadens Oplysningsforbund
- KKO Københavns Kristne Oplysningsforbund
- LOF Liberalt Oplysnings Forbund
- SFOF Socialistisk Folkeoplysningsforbund
- Sydslesvigsk Oplysningsforbund

DFS, Dansk Folkeoplysnings Samråd er en paraplyorganisation for 33 folkeoplysende organisationer.